# Divizia Națională 2017
La Divizia Națională 2017 è stata la 27ª edizione della massima serie del campionato moldavo di calcio. La stagione è iniziata l'8 luglio 2017 ed è terminata il 26 novembre 2017. Lo Sheriff Tiraspol ha vinto il trofeo per la sedicesima volta nella sua storia.

## Stagione

### Novità
Dalla Divizia Națională 2016-2017 è stato retrocesso il CF Ungheni. Dalla Divizia A 2016-2017 sono stati promossi lo Sfîntul Gheorghe e lo Spicul Chișcăreni, secondo e terzo classificato. Pochi giorni prima l'inizio della nuova stagione, Academia Chișinău e Saxan si sono ritirate dal torneo per motivi finanziari, riducendo a dieci il numero delle partecipanti.
Questa stagione segna una novità con lo spostamento del calendario dal tradizionale periodo da autunno alla primavera dell'anno successivo ad un calendario da primavera ad autunno tutto nell'anno solare.

### Formato
Le 10 squadre si affrontano in gironi di andata-ritorno, per un totale di 18 giornate. La squadra campione di Moldavia si qualifica al secondo turno della UEFA Champions League 2018-2019, la seconda e la terza classificata si qualificano al primo turno della UEFA Europa League 2018-2019, mentre gli ultimi due classificati retrocede direttamente in Divizia A.

## Squadre partecipanti
| Club               | Città      | Stadio                    | Stagione 2016-2017            |
| ------------------ | ---------- | ------------------------- | ----------------------------- |
| Dacia Chișinău     | Chișinău   | Stadio Moldova            | 2º posto in Divizia Națională |
| Dinamo-Auto        | Tiraspol   | Dinamo-Auto Stadia        | 9º posto in Divizia Națională |
| Milsami Orhei      | Orhei      | Stadio CSR Orhei          | 3º posto in Divizia Națională |
| Petrocub Hîncești  | Hîncești   | Stadio Orăşenesc Hîncești | 6º posto in Divizia Națională |
| Sfîntul Gheorghe   | Suruceni   | Stadio Suruceni           | 2º posto in Divizia A         |
| Sheriff Tiraspol   | Tiraspol   | Sheriff Stadium           | Campione di Moldavia          |
| Speranța Nisporeni | Nisporeni  | Stadio Orăşenesc Hîncești | 7º posto in Divizia Națională |
| Spicul Chișcăreni  | Chișcăreni | Stadio CSR Orhei          | 3º posto in Divizia A         |
| Zarea Bălți        | Bălți      | Stadio Olimpia Bălți      | 4º posto in Divizia Națională |
| Zimbru Chișinău    | Chișinău   | Stadio Zimbru             | 5º posto in Divizia Națională |

## Classifica finale
|  | Pos. | Squadra            | Pt | G  | V  | N | P  | GF | GS | DR  |
|  | ---- | ------------------ | -- | -- | -- | - | -- | -- | -- | --- |
|  | 1.   | Sheriff Tiraspol   | 45 | 18 | 14 | 3 | 1  | 50 | 14 | +36 |
|  | 2.   | Milsami Orhei      | 40 | 18 | 13 | 1 | 4  | 26 | 12 | +14 |
|  | 3.   | Petrocub Hîncești  | 26 | 18 | 7  | 5 | 6  | 25 | 16 | +9  |
|  | 4.   | Dacia Chișinău     | 26 | 18 | 7  | 5 | 6  | 23 | 26 | -3  |
|  | 5.   | Zarea Bălți        | 24 | 18 | 7  | 3 | 8  | 28 | 20 | +8  |
|  | 6.   | Speranța Nisporeni | 21 | 18 | 5  | 6 | 7  | 18 | 21 | -3  |
|  | 7.   | Sfîntul Gheorghe   | 20 | 18 | 5  | 5 | 8  | 15 | 27 | -12 |
|  | 8.   | Zimbru Chișinău    | 19 | 18 | 5  | 4 | 9  | 17 | 21 | -4  |
|  | 9.   | Dinamo-Auto        | 15 | 18 | 4  | 3 | 11 | 14 | 38 | -24 |
|  | 10.  | Spicul Chișcăreni  | 14 | 18 | 3  | 5 | 10 | 14 | 35 | -21 |

Legenda:
      Campione di Moldavia e ammessa alla UEFA Champions League 2018-2019
      Ammesse alla UEFA Europa League 2018-2019
      Retrocesse in Divizia A 2018

## Risultati

### Tabellone
|                    | Dac | DiA | Mil | Pet | Sfî | ShT | Spe | Spi | Zar | Zim |
| ------------------ | --- | --- | --- | --- | --- | --- | --- | --- | --- | --- |
| Dacia Chișinău     | ––– | 4-1 | 1-1 | 0-2 | 1-0 | 1-1 | 2-1 | 2-2 | 1-1 | 2-1 |
| Dinamo-Auto        | 3-2 | ––– | 1-4 | 1-0 | 2-2 | 0-4 | 0-3 | 0-3 | 1-0 | 1-0 |
| Milsami Orhei      | 2-1 | 2-1 | ––– | 1-0 | 1-0 | 0-2 | 0-1 | 2-0 | 1-0 | 1-0 |
| Petrocub Hincesti  | 3-0 | 1-0 | 1-0 | ––– | 1-2 | 1-2 | 1-1 | 0-1 | 1-1 | 4-1 |
| Sfîntul Gheorghe   | 0-1 | 1-0 | 0-3 | 0-2 | ––– | 0-3 | 2-1 | 4-3 | 2-1 | 0-0 |
| Sheriff Tiraspol   | 6-3 | 3-1 | 3-1 | 3-1 | 1-1 | ––– | 0-1 | 5-0 | 5-0 | 2-2 |
| Speranța Nisporeni | 0-0 | 1-1 | 1-3 | 0-0 | 0-0 | 1-2 | ––– | 2-0 | 2-4 | 1-0 |
| Spicul Chișcăreni  | 0-1 | 1-1 | 0-2 | 0-4 | 1-1 | 0-4 | 1-1 | ––– | 0-2 | 1-0 |
| Zaria Bălți        | 0-1 | 6-0 | 0-1 | 2-2 | 2-0 | 0-2 | 3-0 | 3-0 | ––– | 3-0 |
| Zimbru Chișinău    | 2-0 | 1-0 | 0-1 | 1-1 | 4-0 | 1-2 | 2-1 | 1-1 | 1-0 | ––– |

## Statistiche

### Classifica marcatori
| Gol | Rigori |  | Giocatore         | Squadra            |
| --- | ------ |  | ----------------- | ------------------ |
| 13  |        |  | Vitalie Damașcan  | Sheriff Tiraspol   |
| 9   | 1      |  | Vladimir Ambros   | Petrocub Hîncești  |
| 7   | 1      |  | Stefan Mugoša     | Sheriff Tiraspol   |
| 5   | 1      |  | Jairo             | Sheriff Tiraspol   |
| 5   | 1      |  | Josip Brezovec    | Sheriff Tiraspol   |
| 5   |        |  | Viorel Primac     | Speranța Nisporeni |
| 5   | 2      |  | Serhij Zahynajlov | Zarea Bălți        |
| 5   |        |  | Jean Theodoro     | Zimbru Chișinău    |
| 5   |        |  | Vadim Paireli     | Petrocub Hîncești  |